# ふわっちょこ
『ふわっちょこ』は、アキによる日本の4コマ漫画。『まんがタイムきららMAX』（芳文社）で連載された。

## 概要
商業高校のパソコン部に所属する女の子達を描く緩やか4コマ漫画作品。
全体的に緩やかな雰囲気の作品であり、ネタを楽しむのではなく、空気感を楽しむような作品。
『まんがタイムきららMAX』（芳文社）誌上で2010年3月号から2011年11月号にかけて連載。

## 登場人物
のん
名字は中村。高校1年生でパソコン部に所属している。
ちょっと天然で背の小さな女の子。どこか子供っぽい言動も多いため、周囲から可愛がられる対象となっている。
テレビドラマの「インチキ刑事・熱血派」のイカサ刑事のファン。イカサ刑事の口癖「～でヤンスよ」を頻繁に使う。また、笑う時には「おほっ」という独特の笑い方をする。
体力が無く、すぐヘタるものの意外とタフ。泳ぎは速い。
姉がおり、非常に仲がいい。
まりもに「モリ夫」という名前を付けて飼っていたが、夏休み中に姉が誤って排水溝に落としてしまいお亡くなりに。その後、墓に埋められるが、その墓からは植物の芽が生え、新たに「森夫」と名付けられた。
ヨネちゃん
パソコン部所属の1年生。のんたちとは違うクラス。
のんほどではないが背の低い女の子。
少しクールで、他のメンバーたちが騒いでいるのを冷静に見ていることが多い。また、ツッコミ役でもある。
ナマコは触れるが、ブドウ虫は触れない。
サッキー
本名は佐木田。ワープロ研に所属しているが、パソコン部のメンバーと一緒にいることが多い。ヨネちゃんと同じクラス。
当初はメンバーを遠くから見ているだけだったが、あっさりと仲間入り。
のんがお気に入りの様子。
くめちゃん
のんや部長と非常に波長が合っているパソコン部の女の子。のんのクラスメイトでもある。
頻繁にのんと子供じみた遊びをしては賑やかに過ごしている。
枝を使って釣竿を作るなど、器用な一面もある。
部長
2年生でパソコン部の部長。
髪をアップに纏め、普段はラフな服装をしていることが多い。
いい加減な性格で、いつも寝てばかりいる。
成績ではモッチーにずっと負けているらしい。
やま姉
のんの姉で大学生。
妹であるのんを溺愛している。
車の免許を持っており、たまにのんを車で迎えに来ることもある。
モッチー
ワープロ研の部長で眼鏡をかけた女の子。
パソコン部の部長とは仲がいいのか悪いのか分からないが、よく一緒に遊んでいるらしい。
ヒゲメン
本名は大輪。
のんたちのクラスの担任。
なぜかくめのことを「くめさん」と呼んでいる。

## 単行本
- 芳文社より「まんがタイムKRコミックス」として刊行されている。
  - 第1巻 （2011年2月11日発行） ISBN 978-4-8322-7986-5